# Concepción Felix
Concepción Felix Roque (Tondó, Manila, 9 de febrero de 1884-26 de enero de 1967) fue una feminista filipina y activista por los derechos humanos. Fue promotora de una de las primeras organizaciones de mujeres en Filipinas, la Asociación Feminista Filipina, y de la ONG humanitaria, Gota de Leche, dirigida específicamente al bienestar de las madres y sus criaturas. Fue una de las activistas sufragistas por el derecho al voto de las mujeres.

## Biografía
Concepción Felix Roque nació el 9 de febrero de 1884 en Tondo, Manila, Filipinas, de Juana Roque y Mauricio Felix. A los seis años, comenzó sus estudios en una institución privada dirigida por Margarita López. En 1893 se transfirió al recién inaugurado Convento de la Asunción. Al finalizar su educación primaria, Felix asistió al Instituto de Mujeres, obteniendo su título de maestra. Continuó sus estudios mientras daba clases de matemáticas, obteniendo su licenciatura en 1904. Posteriormente, estudió Derecho en la Escuela de Derecho de Manila. La escuela había sido fundada por Felipe Calderón Roca, quién redactó la Constitución de Malolos y quién había sido tutor privado de Felix, que fue una de las primeras cuatro mujeres admitidas en la Escuela de Derecho y se convirtió en una de las primeras mujeres admitidas en el colegio de abogados.
Se casó con Felipe Calderón en 1907. Tuvieron una hija, Concepción Calderón. Calderón murió en 1908 y Felix se volvió a casar con el viudo Domingo Rodriguez el 20 de junio de 1929, con quien no tuvo descendencia.

### Protección de las mujeres y la infancia

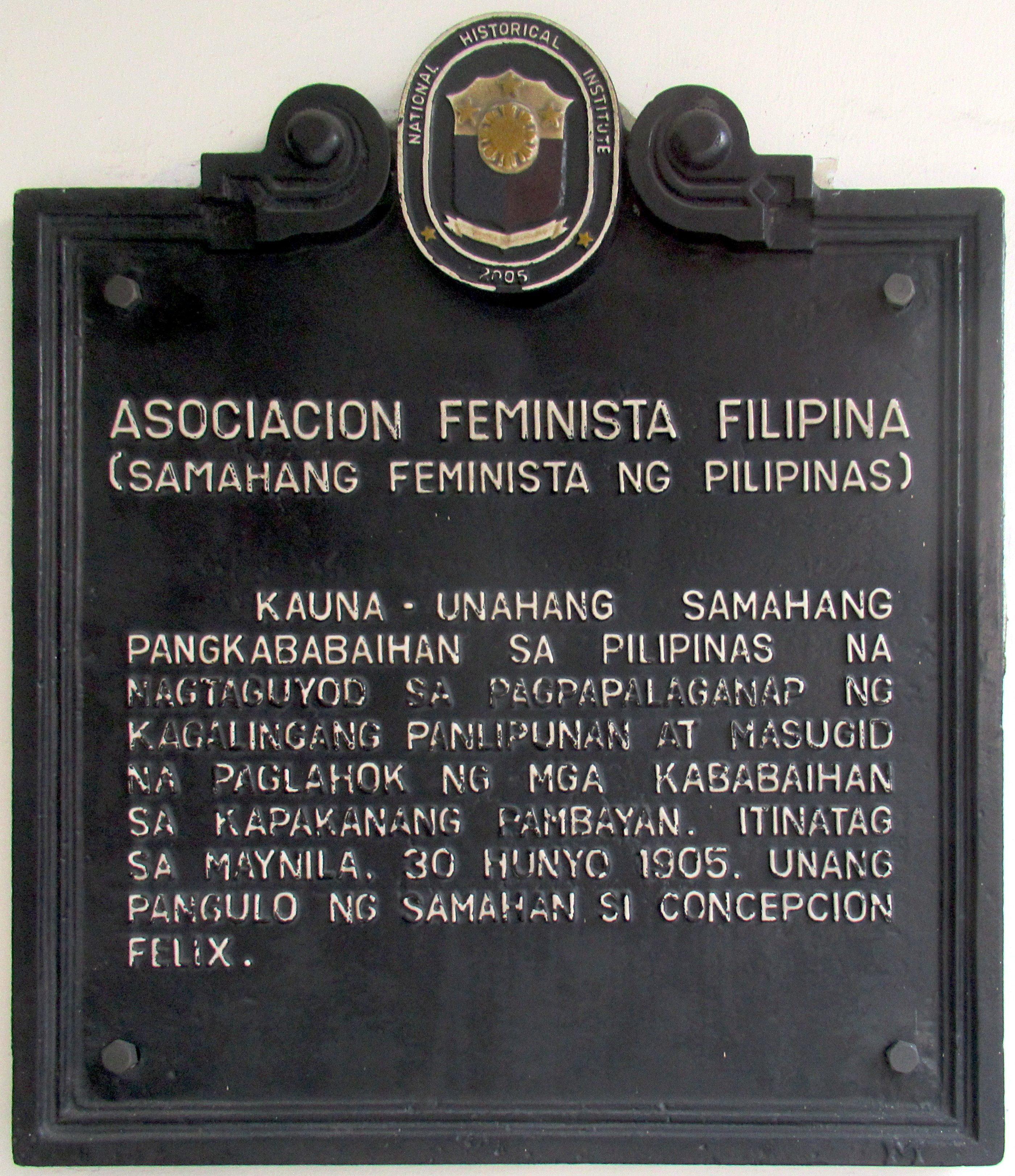
Placa conmemorativa de la Asociación Feminista Filipina

En 1905, Felix fundó la Asociación Feminista Filipina como un grupo voluntario de reforma social destinado a lograr reformas penitenciarias y laborales para mujeres y niños. Al igual que muchas de las organizaciones del movimiento de pureza social del siglo XIX, patrocinó campañas contra la bebida, el juego y la prostitución e implementó campañas morales en escuelas y fábricas. con conferencias sobre higiene, salud y cuidado infantil. También hizo campaña para incluir a las mujeres en las juntas locales de educación y los comités municipales, en esta etapa temprana, Felix aún no reivindicaba el sufragio de las mujeres. Felix estableció en el año 1906 Gota de Leche, la primera organización dirigida al bienestar de madres y criaturas. La idea de Félix era establecer una pequeña sala de maternidad para capacitar a las enfermeras y distribuir leche esterilizada a los bebés enfermos y desnutridos. Siendo consciente que las mujeres no tenían identidad legal, Felix obtuvo el respaldo de un grupo de médicos varones que incorporaron una de las primeras organizaciones sin fines de lucro en el país, La Protección de la Infancia, Inc. en 1907. Para 1909, la Gota de Leche logró tanto éxito que tuvo que obtener un espacio más grande y Félix encabezó una campaña exitosa para recaudar fondos para comprar equipos de esterilización para la instalación recién donada.

### Sufragio de las mujeres
En 1912, siguiendo una visita de la sufragista estadounidense Carrie Chapman Catt, Felix y Pura Villanueva Kalaw se unieron a otras mujeres para formar una organización llamada Society for the Advancement of Women. Catt las llamó "sufragistas reacias", pero estas mujeres estaban sentando las bases en programas cívicos y sociales. Gradualmente las mujeres fueron siendo más políticas, y hacia 1920 el sufragio de las mujeres se convirtió en un punto de la agenda de la Philippine Association of University Women. En ese año, Félix fue una de las tres mujeres filipinas que habló con los legisladores cuando presentaron una petición de sufragio firmada por 18,000 mujeres. En 1933, se aprobó un proyecto de ley que otorgaba a las mujeres el derecho al voto, pero un tecnicismo que creó la Mancomunidad Filipina requirió que el proceso comenzara de nuevo.
Continuando en la lucha, junto con Pilar Hidalgo-Lim, Josefa Llanes Escoda, Maria Paz Mendoza-Guazon, Constancia Poblete, Rosa Sevilla de Alvero, y Pura Villanueva Kalaw, Félix presionó durante la Convención Constitucional de Filipinas de 1934 para el sufragio de las mujeres. La Constitución de 1935 preveía en el Artículo V disposiciones para que las mujeres obtuvieran el derecho al voto si lograban la afirmación de 300,000 mujeres cualificadas en un plebiscito especial. El plebiscito de sufragio de las mujeres filipinas celebrado el 30 de abril de 1937 fue una victoria aplastante para las mujeres.

## Premios y reconocimientos
- En 1948, Félix Rodríguez recibió la Medalla al Mérito de la República y un diploma de honor.
- En 1949 fue reconocida por su trabajo en derechos humanos por la UNESCO.
- En 1956, el Papa Pío XII le otorgó la Medalla Pro Ecclesia et Pontifice por su trabajo con la Liga Católica de Mujeres.
- Primera en recibir la Medalla Josefa Llanes Escoda cuando el premio fue establecido por la Federación Nacional de Clubes de Mujeres.
- Primera en recibir el Premio Carrie Chapman Catt por el Club de Mujeres de Manila.
- Durante la celebración del Día de los Derechos de la Mujer de 1966, Félix recibió la Medalla Presidencial de manos de Ferdinand Marcos.[17]
- En 1984, se emitió un sello conmemorativo con su imagen.[18]